# Xã Paulson, Quận Towner, Bắc Dakota
Xã Paulson (tiếng Anh: Paulson Township) là một xã thuộc quận Towner, tiểu bang Bắc Dakota, Hoa Kỳ. Năm 2010, dân số của xã này là 30 người.